# Comando militare della Capitale
Il Comando Militare della Capitale è un organismo dell'Esercito italiano.
Il comando assolve i compiti di comando militare dell'Esercito per il Lazio.
Dal 1º febbraio 2011 ha competenza su tutte le basi logistiche dell'Esercito e, dal 10 maggio successivo, è Vertice d'Area per il settore specifico, dell'Istituto Geografico Militare, nonché della banda musicale dell'Esercito, dell'Organizzazione penitenziaria militare e del Museo storico della fanteria.
Il comando ha sede presso la caserma "Scipio Slataper" di Roma, un edificio realizzato su progetto dell'architetto romano Vittorio Cafiero e inaugurato nel 1936 come sede del comando della Milizia. Dal 6 luglio 2023 il Comandante del COMFOTER è anche il Comandante Militare della Capitale.

## Storia
La storia del Comando della Regione Militare Centrale ebbe inizio nel 1870  dopo la presa di Roma che sanciva l'annessione di Roma al Regno d'Italia. Il 15 agosto 1870 venne costituito un Corpo d'armata speciale che rappresentava il primo Comando di Grande unità militare dell'Esercito Italiano a stabilirsi in Roma dopo la caduta dello Stato Pontificio, trasformato nel 1871 in Comando Generale di Corpo d'Esercito di Roma e nel 1873 in V Comando Generale di Corpo dell'Esercito di Roma, con giurisdizione sulle Divisioni di Roma, Perugia e Firenze. Successivamente il comando perse la giurisdizione sulle Divisioni di Firenze e assunse giurisdizione sulle Divisioni di Chieti.
Nel 1877 un decreto ha istituito dieci Comandi di Corpo d'Armata, con attribuzioni di carattere prevalentemente territoriale ed amministrativo in pace e di mobilitazione in guerra, disponendo nella Capitale la sede del VII Comando di Corpo d'Armata con giurisdizione sulle Divisioni Militari Territoriali di Roma e di Chieti.
Nel 1883 ha assunto la denominazione di IX Corpo d'armata e venne costituito il Comando Militare della Sardegna, con sede a Cagliari.
Mobilitato in occasione della prima guerra mondiale il IX Corpo d'armata ha operato nella zona del Cadore.
Al termine del conflitto, il Comando di Roma divenne VII Comando di Corpo d'armata con giurisdizione sulle Divisioni Territoriali di Roma (19ª), Livorno (20ª), Perugia (21ª) e Cagliari (22ª) e dal 1º gennaio 1927, ha assunto la denominazione di VIII Corpo d'armata e risulta costituito dalle Divisioni 21ª ("Roma") e 22ª ("Perugia").
All'entrata in guerra dell'Italia nel secondo conflitto mondiale l'VIII Corpo d'armata venne impiegato nella battaglia delle Alpi Occidentali inquadrati nella all'interno della 1ª Armata, senza tuttavia entrare in azione per la rapida conclusione delle ostilità e l'armistizio di Villa Incisa e quattro mesi venne trasferito in Albania alle dipendenze dell'11ª Armata fino all'armistizio dell'8 settembre 1943.
Le funzioni di comando a Roma, in seguito alla mobilitazione dell'VIII Corpo d'armata,  venivano esercitate dal Comando di Difesa Territoriale, costituitosi nel 1935 alle dipendenze dal Comando dell'VIII Corpo d'armata, che ebbe inizialmente giurisdizione su Roma, Firenze, Perugia, Pisa e Ancona. Con la costituzione nel 1936 del Comando di Difesa Territoriale di Firenze, hanno continuato a dipendere dal Comando di Difesa Territoriale di Roma, solo Roma e Perugia oltre alla difesa costiera e la sicurezza delle comunicazioni e impianti della zona militare di Pisa.
Le vicende politiche e militari che seguirono alla proclamazione dell'armistizio hanno determinato a Roma una situazione estremamente incerta e confusa che avrebbero portato alla mancata difesa di Roma e alla resa della Capitale, nella giornata del 10 settembre, che venne occupata dai tedeschi.
Dopo la liberazione di Roma, l'organizzazione militare della città venne provvisoriamente affidata al Comando Militare Lazio-Umbria-Abruzzo che mantiene la stessa struttura che aveva assunto durante la Resistenza.

### Regione Militare Centrale - VIII Comando Militare Territoriale
Nel giugno 1946 venne costituito a Roma l'VIII Comando Militare Territoriale con giurisdizione sulle Zone Militari di Roma e di Perugia.
Nel 1946 l'VIII Comando Militare Territoriale aveva alle sue dipendenza la Divisione di Sicurezza Interna "Calabria", sciolta il 15 agosto 1946 e ricostituita come Brigata di fanteria "Calabria", oltre a truppe di corpo d'armata. Dopo lo scioglimento il 1º febbraio 1948  l'VIII Comando Militare Territoriale ha assunto alle sue dipendenze la Divisione fanteria "Granatieri di Sardegna" ricostituitasi a Roma il 1º aprile 1948. contestualmente venne istituito, alle dipendenze dell'VIII Comando Militare Territoriale, il Comando Militare della Sardegna di Cagliari, che aveva alle sue dipendenze il 60º Reggimento fanteria "Calabria" con sede a Sassari.
Nel 1953 venne costituita la Divisione corazzata "Pozzuolo del Friuli" posta alle dipendenze dell'VIII Comando Militare Territoriale e poi sciolta nel 1958, il cui nome è poi passato al Comando Brigata di cavalleria, costituitosi il 1º aprile 1957 a Gradisca d'Isonzo, che dal 1º gennaio 1959 ha assunto la denominazione di Brigata di cavalleria "Pozzuolo del Friuli" alle dipendenze del V Corpo d'armata di Vittorio Veneto.
Dal 1º luglio 1957, la denominazione venne cambiata in Regione Militare Centrale - VIII Comando Militare Territoriale, estendendo la sua competenza territoriale al Lazio, all'Abruzzo, all'Umbria, alla Sardegna e alle province di Macerata ed Ascoli Piceno nelle Marche.
Nel corso degli anni sessanta e fino a metà degli anni settanta la Regione Militare Centrale - VIII Comando Militare Territoriale aveva alle sue dipendenze la Divisione fanteria "Granatieri di Sardegna" e le truppe di corpo d'armata mentre il dipendente Comando Militare della Sardegna di Cagliari aveva alle sue dipendenze il 152º Reggimento fanteria Addestramento Reclute "Sassari" con sede a Sassari e il Campo Addestramento Unità Corazzate - CAUC di Teulada in provincia di Cagliari.
Con la riforma dell'Esercito Italiano del 1975 la Divisione fanteria "Granatieri di Sardegna" venne ridotta a livello di brigata meccanizzata con la denominazione di Brigata meccanizzata "Granatieri di Sardegna" e alle dipendenze della Regione Militare Centrale è passata anche la neocostituita Brigata motorizzata "Acqui" con sede a L'Aquila.
Il 31 dicembre 1981 la Regione Militare Centrale ha ceduto al neo costituito Comando Militare della Sardegna la competenza sull'isola.

### Comando Regione Militare Centrale
A partire dal 1º aprile 1983, a seguito del riassetto ordinativo dei Comandi Militari Territoriali, l'VIII COMILITER di Roma ha assunto la denominazione di Comando Regione Militare Centrale, inglobando nel suo territorio gli Enti ed i Reparti dislocati nelle province di Pesaro e di Ancona, in precedenza alla dipendenza dalla Regione militare Tosco-Emiliana.
Nel quadro di una ulteriore riconfigurazione dell'Esercito Italiano nel 1991, vennero soppressi i Comandi Militari di Zona e contestualmente vennero costituiti i Comandi Operativi Territoriali (COT). Il 10° COT, incentrato sul Comando della Brigata "Acqui", ebbe giurisdizione sull'Abruzzo, il 12° COT, con sede a Perugia, su Umbria e Marche, mentre il Lazio rimase sotto la giurisdizione del Comando Regione Militare Centrale.

### Comando Militare Territoriale Lazio
Il 1º luglio 1998, a seguito della soppressione del Comando della Regione Militare Centrale, venne costituito il Comando Militare Territoriale Lazio, posto alle dipendenze della Regione Militare Centro il cui Comando aveva sede nella città di Firenze.

### Comando Militare della Capitale
Dal 1º gennaio 2002, la denominazione venne cambiata in Comando Militare della Capitale con funzioni di Comando Reclutamento e Forze di Completamento Interregionale Centro, assorbendo i Comandi Leva, Reclutamento e Mobilitazione di Roma e Firenze ed estendendo la propria giurisdizione su Umbria, Abruzzo, Emilia-Romagna, Marche e Toscana. Viene posto alle dirette dipendenze del capo di stato maggiore dell'Esercito,
Dal 30 Giugno 2007 il Comando è stato riorganizzato e riconfigurato in Regione Militare Centro e Comando Militare della Capitale con giurisdizione territoriale su Lazio, Umbria, Abruzzo, Emilia Romagna, Marche e Toscana, alle dipendenze del Comando Militare per il Territorio dell'Esercito (COMTER) con sede a Firenze.
Dal 29 giugno 2009, con la riconfigurazione dell’area COMTER, il Comando Regione Militare Centro e Comando Militare della Capitale ha conservato la giurisdizione sul Lazio, cedendo il comando dei CME dipendenti alle Regioni Militari Nord e Sud. Il Comando è alle dirette dipendenze del Capo di Stato Maggiore dell'Esercito.
Dal 1º gennaio 2020 ospita l’Ufficio Documentale di Roma, costituito in seguito alla soppressione del Centro Documentale che aveva sede nella caserma “Manara” in Prati, ceduta al Ministero della Giustizia per far parte del polo giudiziario del Distretto della Corte d’Appello di Roma.
Il 6 luglio 2023 il Comando militare della capitale è stato accorpato con il COMFOTER COE, nel Comando delle forze operative terrestri, il cui comandante assume anche il Comando militare della Capitale. Di converso il vice comandante militare della Capitale diviene anche capo dell'Area territoriale del COMFOTER.

## Reparti dipendenti
Dal luglio 2023 dipendono i seguenti reparti:
- Istituto Geografico Militare
- Organizzazione penitenziaria militare
- Banda musicale dell'Esercito Italiano
- Museo storico dei bersaglieri
- Comando militare autonomo Sardegna
- Reparto supporti logistici monte Romano
- Ufficio Documentale di Roma